# 富山市立新保小学校
富山市立新保小学校（とやましりつ しんぼしょうがっこう）は富山県富山市にある公立小学校。

## 沿革
個別に出典が提示されていない箇所の出典→。
- 1873年6月9日 - 西荒屋尋常小学校創立。
- 1893年8月 - 南中田村351に新築移転。
- 1906年11月 - 西新保に新築移転、校名を新保小学校と改称。
- 1907年 - 高等科を併置。
- 1916年 - 校舎45坪増築。
- 1925年9月 - 運動場拡張。
- 1937年 - 西荒屋小学校と合併。
- 1939年9月 - 現在地に木造校舎が竣工[3]。
- 1941年4月 - 新保国民学校と改称。
- 1947年4月 - 新保小学校と改称。
- 1953年 - 新保幼稚園を併設。
- 1955年4月 - 富南村立新保小学校と改称、校舎増築（鉄筋2階建て178.5坪、木造平屋85坪）。
- 1960年10月 - 富山市立新保小学校と改称。
- 1961年3月 - 校歌制定。
- 1966年5月 - 運動場を拡張。
- 1968年11月 - 運動場を拡張。
- 1985年3月 - 木造校舎の老朽化と富山空港からの騒音対策の為、新校舎の建設に着手[3]。
- 1988年10月29日 - 鉄筋コンクリート造3階建て、4,605m2の校舎の完成記念式[3]。
- 2022年度 - 校舎の改修と増築工事に着手[4]。
- 2024年5月11日 - 新館（1階建て、旧新保幼稚園舎跡地に建設）の完成記念式典[4]。

## 通学区域
秋ヶ島、押上、上栗山、上八日町、経田、才覚寺、下栗山、新保、惣在寺、大利、塚原、任海、友杉、 南央町、西荒屋、西荒屋[刑務所官舎]、萩原、福居、別名、南栗山、南中田、吉倉

## 進学先
- 富山市立興南中学校[5]

## 周辺
- 富山空港
- 富山市立新保なかよし認定こども園
- 富山県立イタイイタイ病資料館
- 富山南総合公園 体育文化センター
- 富山県総合運動公園 陸上競技場
- 富山県空港スポーツ緑地 陸上競技場
- 富山県総合体育センター
- 富山刑務所
- 富山新保郵便局
- 富山県道69号富山笹津線